# Трав'янчик чорний
Трав'янчик чорний (Amytornis housei) — вид горобцеподібних птахів з родини малюрових (Maluridae).

## Поширення
Ендемік Австралії. Трапляється в регіоні Кімберлі на півночі Західної Австралії від Адміралтейської затоки на південь через плато Мітчелл, річки Роу, Прінс-Регент, Гленелг і Чарнлі до затоки Меннінг. Природним середовищем існування є чагарникова рослинність середземноморського типу та відкриті лісисті ділянки з великими піщаниковими валунами та плитами.
Птах дуже рідкісний. Першим птаха виявив натураліст Фредерік Моріс Гаус у 1901 році в рамках геодезичної експедиції, яку очолював Фредерік Слейд Дрейк-Брокман на північному заході Австралії. Він впіймав лише один екземпляр. Цього ж року вид описав Александер Вільям Мілліган, консультант-орнітолог із музею Західної Австралії, і назвав його на честь Гауса. Птаха більше не бачили до 1968 року, коли Ден Фрімен з Музею природознавства спіймав ще декілька птахів. Його яйця та гніздо були виявлені лише у 1998 році.